# Jörg Dämmrich
Jörg Dämmrich (* 14. Mai 1962; † 6. August 2019) war ein deutscher Fußballspieler. In der DDR-Liga, der zweithöchsten Liga im DDR-Fußball, bestritt er in elf Spielzeiten 250 Spiele und erzielte 81 Tore. 

## Sportliche Laufbahn
1980 stieg Jörg Dämmrich mit der Betriebssportgemeinschaft Motor Hermsdorf aus der drittklassigen Bezirksliga in die DDR-Liga auf. In der Saison 1980/81 bestritt er von den 22 Ligaspielen 20 Begegnungen, in denen er seine ersten vier DDR-Liga-Tore erzielte. Dabei wurde er regelmäßig als Rechtsaußenstürmer eingesetzt. Nach nur einer Spielzeit musste die BSG Motor wieder in die Bezirksliga absteigen. 
Dämmrich nahm dies zum Anlass, zur Armeesportgemeinschaft ASG Vorwärts Dessau zu wechseln, um dort weiter in der DDR-Liga spielen zu können. In Dessau gehörte Dämmrich in sechs Spielzeiten zur Stammelf und war viermal Torschützenkönig der ASG. Er spielte in der Regel auf der Position des Linksaußenstürmers und kam in 166 ausgetragenen Ligaspielen 132-mal zum Einsatz. 1984 wurde Vorwärts Dessau in der DDR-Liga Staffelsieger und nahm an den Aufstiegsspielen zur DDR-Oberliga teil, verpasste aber den Aufstieg. Dämmrich wurde in allen acht Spielen aufgeboten und war auch in diesem Wettbewerb mit sieben Treffern erfolgreichster Schütze der ASG. In der Saison 1986/87 testete der FC Vorwärts Frankfurt, Spitzenclub der Armeesportvereinigung Vorwärts, Dämmrich in zwei seiner Oberligaspiele, in denen dieser einmal 65 und einmal 25 Minuten eingesetzt wurde. 
Zur Saison 1987/88 wechselte Dämmrich zunächst zum DDR-Ligisten BSG Chemie Böhlen, wo er in der Hinrunde von den 17 Punktspielen als Mittelfeldspieler 14 Begegnungen absolvierte und ein Tor erzielte. Anschließend wechselte er zur BSG Chemie Leipzig, die ebenfalls in der DDR-Liga vertreten war. Bis zum Saisonende kam Dämmrich als Linksaußenstürmer zehnmal zum Einsatz, ohne ein Tor erzielen zu können. 
In der Saison 1988/89 spielte Dämmrich für die BSG Motor Ludwigsfelde weiter in der DDR-Liga. Er wurde jedoch nur in der Rückrunde aufgeboten, in der er 16 der 17 Ligaspiele bestritt. In der für die BSG Motor mit nur zehn Treffern torarmen Runde gelang auch Dämmrich nur ein Treffer. 
Seine letzten beiden Spielzeiten im zweitklassigen Bereich verbrachte Dämmrich wieder in Dessau. Dort hatte sich die Armeesportgemeinschaft infolge der wendebedingten Umwälzungen in die zivile SG Dessau 89 umgewandelt. Sie hatte in der DDR-Liga 34 Runden zu absolvieren, in denen Dämmrich in 30 Begegnungen als linker Stürmer aufgeboten wurde. Dabei fand er mit sechs Toren zur alten Treffsicherheit zurück. Zur Saison 1990/91 benannte sich die SG in FC Anhalt Dessau um. Es wurden nun 30 Punktspiele bestritten und Dämmrich kam 26-mal zum Einsatz und erzielte erneut sechs Treffer. 
Anschließend wurde die DDR-Liga abgeschafft und als drittklassige Oberliga Nordost weitergeführt. Weder der FC Anhalt noch Jörg Dämmrich kehrten in den höheren Ligenbereich zurück.